# Vanessa Veselka
Pour les articles homonymes, voir Veselka.
Œuvres principales
- Zazen

Vanessa Veselka, née le 14 mars 1969 à Eagle Pass (Texas, États-Unis), est une romancière, nouvelliste et essayiste américaine, surtout connue pour son premier roman, Zazen, couronné par le prix PEN/Bingham en 2012.

## Biographie
Vanessa Veselka est née à Eagle Pass (Texas) le 14 mars 1969. Fille de la journaliste de télévision Linda Ellerbee et de son second mari Van Veselka, elle a vécu à Eagle Pass, à Juneau (Alaska), puis à New York jusqu'en 1984, quand elle a quitté à 15 ans le domicile familial, pour mener trois ans de vie errante. Elle a ensuite vécu en Europe (Yougoslavie, Turquie, Autriche), en Californie et à Seattle, avant de s'installer à Portland (Oregon), où elle se marie et donne naissance à sa fille Violet, puis divorce, tout en travaillant comme activiste syndicale pour l'ILWU.    
Elle a formé son premier groupe de musique, The Remnant, qui a joué en première partie des Ramones et de Faith No More, à Vienne en 1989, avant de former Bell, à son retour à Seattle en 1991, avec des premières parties pour John Doe ou The White Stripes, puis le groupe The Pinkos. Elle a poursuivi diverses activités musicales (chant, guitare et production) jusqu'en 2006.    
Malgré un parcours très inhabituel, elle est admise en 2004 à l'université Reed College, en partie grâce au parrainage du paléontologue Peter Ward et de l'astrophysicien Mark Hammergren, qu'elle avait rencontrés au cours de ses activités syndicales. Elle y commence des études supérieures de chimie et de géologie, avant de bifurquer vers la littérature, où elle étudie sous la houlette de Lisa Steinman et de Lena Lenček. Elle obtient son diplôme en 2010, en ayant été conductrice de taxi à temps partiel et après avoir obtenu un congé de deux ans pour écrire son roman Zazen, une dystopie inhabituelle qui obtient le prix PEN/ Bingham, réservé aux premières œuvres les plus prometteuses par le PEN Club, en 2012, succédant à des auteurs tels que Donald Ray Pollock ou Paul Harding.    
Tout en poursuivant désormais son travail d'activiste syndicale et de romancière/essayiste, elle enseigne l'écriture créative à l'Attic Institute of Arts and Letters à Portland.

## Œuvres
- The Collapsible Woman, article, BitchMedia, 1998[8].
- Il Duce, nouvelle, Yeti, 2005[9].
- Zazen, nouvelle, Tin House, 2006[10].
- In the Wake of Protest, article, The Atlantic, 2011[11].
- Zazen, roman, Red Lemonade, 2011 - Prix PEN/ Bingham 2012.
  - En français : Zazen, trad. Anne-Sylvie Homassel, Le Cherche Midi, coll. "Lot 49", 2013.
- The Truck Stop Killer, récit, GQ, 2012[12].
  - En français : L'autoroute des disparues, trad. Emmanuelle et Philippe Aronson, Moyen Courrier, 2014[13].
- Green Screen, article, American Reader, 2013[14].
- The Best Monster, article, Matter, 2014[15].
- The Fort of Young Saplings, novella, The Atavist, 2014[16].
- History Forgot This Rogue Aristocrat Who Discovered Dinosaurs and Died Penniless, article, The Smithsonian, 2016[17].